# Mauritânia nos Jogos Olímpicos de Verão de 1992
A Mauritânia competiu nos Jogos Olímpicos de Verão de 1992 em Barcelona, Espanha.

## Resultados por Evento

### Atletismo
100 m masculino
- Ould Nouroudine
  - Eliminatórias — 11.22 (→ não avançou, 70º lugar)

10.000 m masculino
- Mohamedou Sid'Ahmed
  - Eliminatórias — não terminou (→ sem classificação)

Maratona masculina
- Khalifa Mohamed Ould — não terminou (→ sem classificação)